# The Royal Scam
The Royal Scam är ett studioalbum av Steely Dan, utgivet i maj 1976. Albumet utmärks särskilt av att elgitarren ges extra stort utrymme på de flesta låtarna i jämförelse med gruppens andra album. I USA släpptes låtarna "Kid Charlemagne" och "The Fez" som singlar, varav ingen blev någon större hit. I Storbritannien släpptes istället den reggaebetonade låten "Haitian Divorce" som singel och nådde plats 17 på singellistan, vilket förblivit deras högsta singelplacering i landet.

## Låtlista
Alla låtar skrivna av Walter Becker och Donald Fagen, där inget annat anges.
1. "Kid Charlemagne" – 4:38
2. "The Caves of Altamira" – 3:33
3. "Don't Take Me Alive" – 4:16
4. "Sign in Stranger" – 4:23
5. "The Fez" (Becker, Fagen, Paul Griffin) – 4:01
6. "Green Earrings" – 4:05
7. "Haitian Divorce" – 5:51
8. "Everything You Did" – 3:55
9. "The Royal Scam" – 6:30

## Musiker
- Donald Fagen - piano, keyboard, sång
- Walter Becker - bas, gitarr, sång
- Chuck Rainey - bas
- Timothy B. Schmit - bas, sång, körsång
- Paul Griffin - keyboard, sång
- Don Grolnick - keyboard
- Denny Dias - gitarr
- Larry Carlton - gitarr
- Hugh McCracken - gitarr
- Dean Parks - gitarr
- Elliott Randall - gitarr
- Bob Findley - horn
- Chuck Findley - horn
- Dick Hyde - horn
- Slyde Hyde - horn
- Richard Hyde - trombon
- Jim Horn - saxofon
- Plas Johnson - saxofon
- John Klemmer - saxofon
- Rick Marotta - trummor
- Bernard "Pretty" Purdie - trummor
- Gary Coleman - slagverk
- Victor Feldman - slagverk, keyboard
- Venetta Fields - sång, körsång
- Clydie King - sång, körsång
- Shirley Matthews - sång, körsång
- Michael McDonald - sång, körsång

- Producent: Gary Katz
- Ljudtekniker: Roger Nichols

## Listplaceringar
- Billboard 200, USA: #15[1]
- UK Albums Chart, Storbritannien: #11[2]
- RPM, Kanada: #24[3]
- Nederländerna: #14[4]